# Blanquilla de Peñacaballera
Blanquilla de Peñacaballera es el nombre de una variedad cultivar de manzano (Malus domestica). Esta manzana está cultivada en diversos viveros entre ellos algunos dedicados a conservación de árboles frutales en peligro de desaparición. Esta manzana es originaria de la Provincia de Salamanca concretamente en Peñacaballera en la Sierra de Gredos, donde tuvo su mejor época de cultivo comercial anteriormente a la década de 1960, y actualmente en menor medida aún se encuentra.

## Sinónimos
- "Manzana Blanquilla de Peñacaballera",[5]
- "Manzana Blanquilla de la sierra de Béjar".[7][8]

## Historia
'Blanquilla de Peñacaballera' es una variedad de la provincia de Salamanca en Peñacaballera dentro de la comarca de la Sierra de Béjar. El cultivo del manzano en Salamanca en superficies importantes se remonta a principios del siglo XX sobre todo en la zona de Sierra de Béjar, y en Cepeda, con variedades como 'Melapio de Peñacaballera', 'Camuesa del Puerto de Béjar', 'Reineto Blanco', . . .
'Blanquilla de Peñacaballera' está considerada incluida en las variedades locales autóctonas muy antiguas, cuyo cultivo se centraba en comarcas muy definidas. Se caracterizaban por su buena adaptación a sus ecosistemas y podrían tener interés genético en virtud de su adaptación. Se encontraban diseminadas por todas las regiones fruteras españolas, aunque eran especialmente frecuentes en la España húmeda. Estas se podían clasificar en dos subgrupos: de mesa y de sidra (aunque algunas tenían aptitud mixta).
'Blanquilla de Peñacaballera' es una variedad clasificada como de mesa, difundido su cultivo en el pasado por los viveros comerciales y cuyo cultivo en la actualidad se ha reducido a huertos familiares y jardines privados.

## Características
El manzano de la variedad 'Blanquilla de Peñacaballera' tiene un vigor medio; florece a inicios de mayo; tubo del cáliz pequeño, triangular o alargado, y con los estambres insertos por encima de su mitad.
La variedad de manzana 'Blanquilla de Peñacaballera' tiene un fruto de tamaño medio a pequeño; forma irregular y asimétrica, esfero-cónica, generalmente más voluminosa de un lado y rebajada notablemente en su cima en la mayoría de los frutos, y con contorno irregular, oblongo y globoso al mismo tiempo; piel brillante y apreciable untuosidad al tacto; con color de fondo amarillo blanquinoso, importancia del sobre color con chapa ausente o suavemente
rosada en zona de insolación, acusa punteado ruginoso con alguna raya entremezclada, también aparece sobre la superficie una especie de estriado encerado, y una sensibilidad al "russeting" (pardeamiento áspero superficial que presentan algunas variedades) débil; pedúnculo corto, siempre por debajo de la media de la cavidad, un poco lanoso, con o sin brácteas en uno de los laterales, siendo la anchura de la cavidad peduncular ancha, y la profundidad de la cavidad pedúncular profunda, con fondo ruginoso, bordes irregularmente ondulados, globosos y un poco aplanados, y con importancia del "russeting" en cavidad peduncular débil; anchura de la cavidad calicina de mediana amplitud o estrecha, profundidad de la cav. calicina con una profundidad más o menos acusada, bordes irregularmente ondulados y rebajados en uno de los lados, y con importancia del "russeting" en cavidad calicina ausente; ojo variado, de grande a pequeño, cerrado y semiabierto, aisladamente
alguno abierto por estar los sépalos partidos; sépalos largos, puntiagudos, con puntas vueltas unos y convergentes otros.
de color blanca con fibras verde-amarillo; textura crujiente, fina; sabor característico de la variedad, acidulado; corazón bulbiforme e irregularmente marcado; eje cerrado, cóncavo o entreabierto; celdas pequeñas y casi esféricas; semillas pequeñas y poco abundantes.
La manzana 'Blanquilla de Peñacaballera' tiene una época de maduración y recolección tardía en el invierno, se recolecta desde mediados de noviembre hasta principios de diciembre. Se usa como manzana de mesa fresca. Se conserva muy bien fresca durante todo el invierno sin necesidad de frío.